# Max Oppenheim

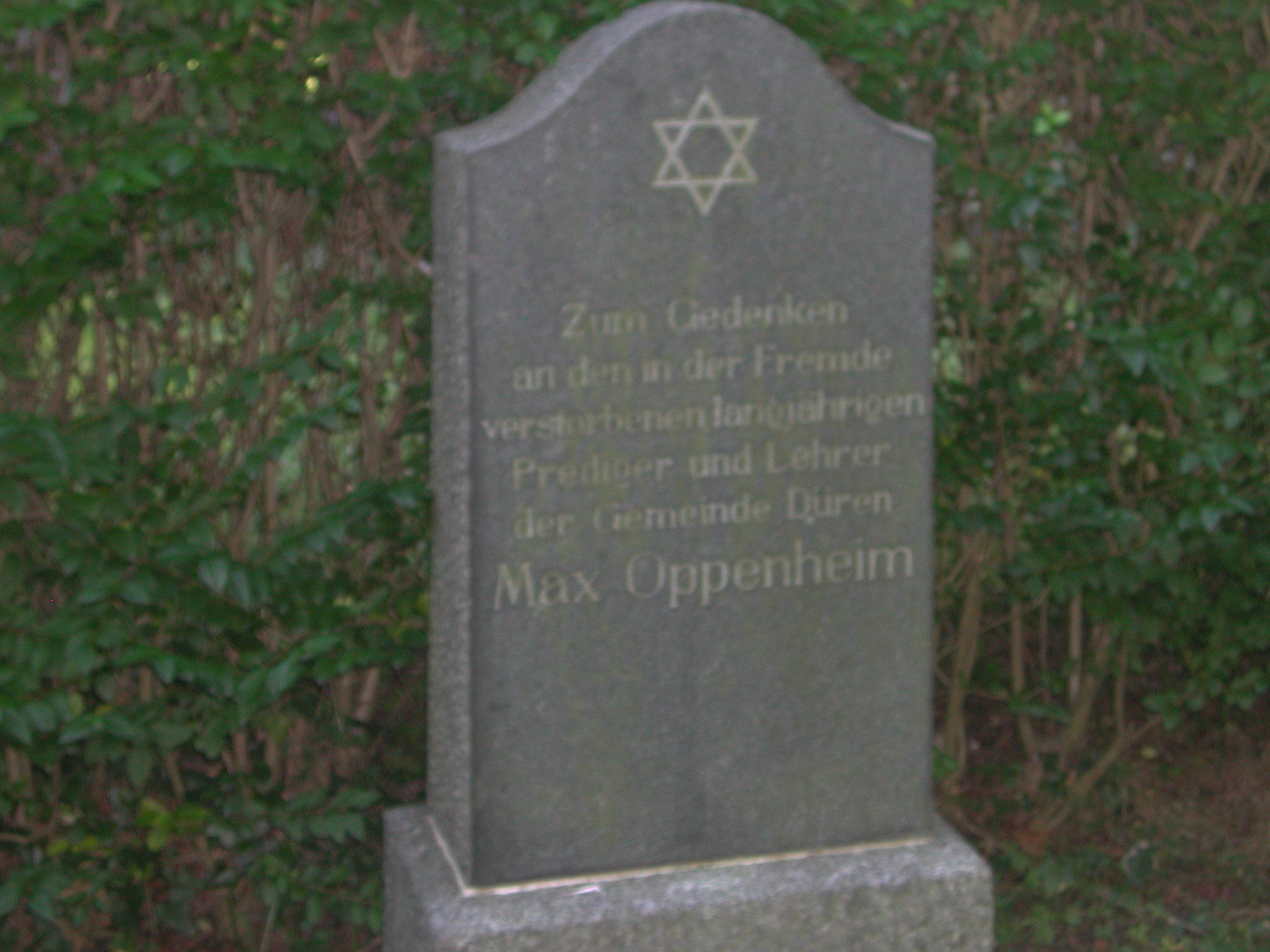
Gedenkstein für Max Oppenheim auf dem jüdischen Friedhof in Düren, Binsfelder Straße

Max Oppenheim (* 17. Mai 1876 in Barchfeld, Thüringen; † 12. September 1947 in Brüssel) war Kantor, Rabbinerassistent und der letzte Lehrer an der jüdischen Schule in Düren, Nordrhein-Westfalen.

## Leben
Oppenheim wird bereits im Jahre 1916 in der Steuerliste der Kreissynodengemeinde geführt. 1928 wurde er Besitzer des Hauses Goebenstraße 2, direkt gegenüber dem Krankenhaus Düren gelegen.
Oppenheim war Kantor und Rendant der jüdischen Gemeinde und Lehrer an der jüdischen Schule, die direkt hinter der Synagoge Düren in der Schützenstraße lag. In der Pogromnacht vom 9. auf den 10. November 1938 wurde nicht nur die Synagoge, sondern auch die Schule zerstört. Oppenheim unterrichtete nun die Kinder in seinem Privathaus in der Goebenstraße 2. Luise Hartoch half ihm dabei. Er vermietete der Stadt Düren die Diele im Haus als Unterrichtsraum. Der Mietvertrag mit der Stadt wurde am 14. März 1939 geschlossen. 1940 emigrierte Oppenheim nach Belgien.
Im Gedenken an Max Oppenheim wurde der Platz vor dem StadtCenter Düren Max-Oppenheim-Platz benannt. Im Jahre 2007 wurde auf dem Goebenplatz eine Erinnerungsplakette an Oppenheim angebracht.
Auf dem jüdischen Friedhof in der Binsfelder Straße steht ein Gedenkstein an Max Oppenheim.